# Breedkopkangoeroerat
De breedkopkangoeroerat (Potorous platyops) is een uitgestorven kangoeroerat uit het geslacht der potoroes (Potorous) die voorkwam in het zuidwesten van West-Australië, waar hij sinds 1875 niet meer gevonden is.

## Kenmerken
De bovenkant van het lichaam was grijsbruin, de onderkant lichtgrijs, met een geleidelijke overgang. De kop was breed, met een korte bek. De kop-romplengte bedroeg ongeveer 305 mm, de staartlengte circa 178 mm, de achtervoetlengte rond de 54 mm en het gewicht zo'n 800 g.